# Phytilea propera
Phytilea propera es una especie de coleóptero de la familia Scraptiidae.

## Distribución geográfica
Habita en Nueva Zelanda.